# گومبت
گومبت (به روسی: Гумбетовский район) شهرستانی است در جمهوری داغستان روسیه. این شهرستان دارای ۲۲ بخش می‌باشد و مرکز اداری آن دهکدهٔ مخلتا است.